# Chronologie první světové války
Tento článek zachycuje chronologicky seřazené hlavní události první světové války.

## 1914
- 28. červen – Gavrilo Princip spáchal v Sarajevu atentát na rakouského následníka trůnu Františka Ferdinanda a jeho manželku Žofii Chotkovou.
- 23. červenec – Rakousko-Uhersko zaslalo Srbsku Červencové ultimátum.
- 28. červenec – Rakousko-Uhersko vyhlásilo válku Srbsku. Nizozemsko vyhlásilo neutralitu.
- 29. červenec – Ostřelování Bělehradu rakouským dělostřelectvem. Začala mobilizace v Rusku, první ze zúčastněných zemí.[1][2]
- 1. srpen – Německo vypovědělo válku Rusku a začalo mobilizovat. Francie zahájila mobilizaci. Itálie, Norsko, Švédsko a Dánsko vyhlásily neutralitu.
- 2. srpen – Německá vojska vtrhla do Lucemburska.
- 3. srpen – Německé ultimátum Belgii požadující souhlas s průchodem vojska. Německo vypovědělo válku Francii. Švýcarsko vyhlásilo neutralitu.
- 4. srpen – Německá vojska vtrhla do Belgie. Velká Británie vypověděla válku Německu. Spojené státy americké vyhlásily neutralitu.
- 5. srpen – válku Rakousko-Uhersku vyhlásilo Černohorské království.
- 6. srpen – Rakousko-Uhersko vyhlásilo válku Rusku. Srbsko vypovědělo válku Německu.
- 7. srpen – Španělsko vyhlásilo neutralitu. Vypukla bitva u Mylhúz.
- 8. srpen – Černá Hora vyhlásila válku Německu.
- 10. srpen – Rakousko-Uhersko zahájilo válečné operace proti Rusku.
- 11. srpen – Francie vyhlásila válku Rakousko-Uhersku.
- 12. srpen – Spojené království vyhlásilo válku Rakousko-Uhersku.
- 12. srpen – První ofenzíva Rakouska proti Srbsku.
- 15. – 24. srpen – Srbové porazili rakousko-uherskou armádu v bitvě u Ceru.
- 16. srpen – Němci dobyli belgickou pevnost Lutych.
- 17. srpen – Rusové napadli Německo, překročili hranici Pruska, a v bitvě u Stallupönenu byli poraženi.
- 21. – 23. srpen – Němci porazili Francouze u Charleroi a v bitvě o Ardeny.
- 23. srpen – Japonsko vyhlásilo válku Německu. Němci porazili Brity v bitvě u Monsu. Ve Východním Prusku začala bitva u Tannenbergu.
- 23. – 25. srpen – Rusové poraženi rakousko-uherskou armádou v bitvě u Krašniku.
- 25. srpen – Japonsko vyhlásilo válku Rakousko-Uhersku.
- 26. srpen – Začala bitva o Halič.
- 28. srpen – První bitva u Helgolandské zátoky. Rakousko-Uhersko vyhlásilo válku Belgii.
- 5. – 12. září – Francouzi zvítězili v první bitvě na Marně.
- 6. září – 4. říjen – Proběhla bitva na Drině.
- 16. září – Ruská armáda začala obléhat pevnost Přemyšl.
- 26. září – Došlo k bitvě u Sandfonteinu.
- 26. říjen – Vznik stabilizované fronty na západě, začala zákopová válka.
- 28. říjen – Němci zvítězili v námořní bitvě u Penangu.
- 29. říjen – Útok tureckých lodí na ruské černomořské přístavy.
- 1. listopad – Rusko vyhlásilo válku Osmanské říši. Německé námořnictvo zvítězilo v bitvě u Coronelu.
- 2. listopad – Spojené království zahájilo námořní blokádu Německa. Srbsko vyhlásilo válku Osmanské říši.
- 3. listopad – Černá Hora vyhlásila válku Osmanské říši. Začala bitva o Tangu v Tanzanii.
- 5. listopad – Francie a Spojené království vyhlásili válku Osmanské říši.
- 7. listopad – Britové se vylodili u Basry. Před vojsky Dohody kapituloval Němci kontrolovaný přístav Čching-tao.
- 11. listopad – Paul von Hindenburg byl jmenován vrchním velitelem německých vojsk na východní frontě.
- 16. listopad – 15. prosinec – Srbové porazili rakousko-uherskou armádu v bitvě na Kolubaře.
- 8. prosinec – Britové zvítězili v námořní bitvě u Falklandských ostrovů.
- 18. prosinec – Britové vyhlásili Egypt svým protektorátem.
- 22. prosinec – 17. leden 1915 Rusové zvítězili na Osmany v bitvě u Sarikamiše.
- 24. – 26. prosinec – Na Západní frontě nedaleko Yper došlo mezi vojáky k spontánnímu uzavření Vánočního příměří.
- 29. prosinec – Turecká vojska poražena Rusy na Kavkaze v bojích o Ardahan.

## 1915
- 8. leden – Čínský prezident Jüan Š’-kchaj obdržel od Japonska Dvacet jedna požadavků.
- 18. – 19. leden – Němci zvítězili v bitvě u Jassínu.
- 24. leden – Námořní bitva u Dogger Banku.
- 19. únor – Byla zahájena Operace Dardanely.
- 22. březen – Ruská vojska dobyla rakousko-uherskou pevnost Přemyšl.
- 22. – 25. duben Němci během druhé bitvy u Yper poprvé užili u jedovatých plynů.
- 25. duben – Britské jednotky tvořené armádním sborem ANZAC se vylodily na Gallipolském poloostrově v Dardanelách – bitva o Gallipoli.
- 26. duben – Londýnská dohoda stanovila podmínky vstupu Itálie do války.
- 2. květen – Bitva u Gorlice, v níž Rakousko-Uhersko a Německo prolomily ruskou frontu.
- 7. květen – Potopení osobního parníku Lusitania německou ponorkou.
- 23. květen – Itálie vypověděla válku Rakousko-Uhersku.
- 23. červen – Začala bitva na Soči na italsko-rakouské frontě.
- 9. červenec – Kapitulovaly poslední německé jednotky v Německé jihozápadní Africe.
- 19. srpen – Německá ponorka potopila parník SS Arabic.
- 21. srpen – Itálie vyhlásila válku Osmanské říši.
- 8. září – Car Mikuláš II. odvolal z postu nejvyššího velitele ruské armády velkoknížete Nikolaj Nikolajevič Romanov a sám se ujal této funkce.
- 3. říjen – Anglo-francouzská vojska se vylodila v Soluni.
- 4. říjen – Němci dobyli Varšavu.
- 11. říjen – Bulharsko zahájilo válku proti Srbsku.
- 14. říjen – Bulharsko vyhlásilo Srbsku válku.
- 15. říjen – Spojené království a Černá Hora vyhlásily válku Bulharsku.
- 16. říjen – Francie vyhlásila válku Bulharsku.
- 19. říjen – Itálie a Rusko vyhlásily válku Bulharsku.
- 29. říjen – Rezignoval francouzský premiér René Viviani, jehož nahradil Aristide Briand.
- 23. listopad – Po porážce od spojených vojsk Rakousko-Uherska a Bulharska se srbské velení a vláda rozhodly k stažení zbývajících sil k Jaderskému moři.
- 19. prosinec – Velitelem Britského expedičního sboru se stal generál Douglas Haig.

## 1916
- 9. leden – Po stažení britských sil zvítězili Osmané v bitvě o Gallipoli.
- 17. leden – Zahájena ruská ofenzíva u jezera Van.
- 27. leden – Ve Velké Británii byla zavedena všeobecná branná povinnost.
- 21. únor – Začala bitva u Verdunu.
- 9. březen – Německo vyhlásilo válku Portugalsku.
- 15. březen – Rakousko-Uhersko vyhlásilo válku Portugalsku.
- 24. – 30. duben – V Irsku vypuklo Velikonoční povstání proti britské nadvládě.
- 31. květen – Námořní bitva u Jutska.
- 4. červen – Na východní frontě byla zahájena Brusilovova ofenzíva.
- 5. červen – Začalo protiturecké povstání Arabů.
- 1. červenec – Byla zahájena bitva na Sommě.
- 28. srpen – Rumunsko vypovědělo válku Rakousko-Uhersku. Itálie vyhlásila válku Německu.
- 29. srpen – Paul von Hindenburg a Erich Ludendorff přejímají vedení německé branné moci.
- 30. srpen – Osmanská říše vyhlásila válku Rumunsku.
- 1. září – Bulharsko vyhlásilo válku Rumunsku.
- 12. září – Dohoda během Monastirské ofenzívy otevírá Soluňskou frontu.
- 15. září – Angličané poprvé nasazují tanky v bitvě na Sommě.
- 21. listopad Zemřel rakouský císař František Josef I. a na jeho místo nastoupil Karel I.
- 6. prosinec – Němci dobyli Bukurešť.
- 13. prosinec – Vrchním velitelem francouzské armády se stal Robert Nivelle.
- 18. prosinec – Francouzi zvítězili v bitvě u Verdunu.

## 1917
- 31. leden – Německo vyhlásilo neomezenou ponorkovou válku.
- 13. únor – V Paříži byla zatčena špionka Mata Hari.
- 1. březen – Na místo odvolaného Franze Conrada von Hötzendorf se náčelníkem generálního štábu rakousko-uherské armády stal Arthur Arz von Straußenburg.
- 8. březen – V Rusku začala Únorová revoluce.
- 11. březen – Britská vojska dobyla Bagdád.
- 15. březen – Ruský car Mikuláš II. Alexandrovič abdikoval.
- 17. březen – Francouzský premiér Briand rezignoval a na jeho místo nastoupil Alexandre Ribot.
- 2. duben – Prezident USA Woodrow Wilson požaduje, aby Kongres schválil vyhlášení vstup Spojených států do války.
- 6. duben – Spojené státy vyhlásily válku Německu.
- 7. duben - Kuba a Panama vyhlásily válku Německu.
- 9. duben – Na západní frontě začala Nivellova ofenzíva.
- 15. květen – Vrchním velitelem francouzské armády se stal Philippe Pétain.
- 12. červen – Rezignoval řecký král Konstantin.
- 30. červen – Řecko vyhlásilo válku Centrálním mocnostem.
- 1. červenec – Zahájena Kerenského ofenzíva na východní frontě, v rámci níž proběhla i Bitva u Zborova.
- 20. července – Byla podepsána Korfská deklarace.
- 22. červenec – Siam vyhlásil válku Německu a Rakousko-Uhersku.
- 4. srpen – Libérie vyhlásila válku Německu.
- 14. srpen – Čína vyhlásila válku Německu a Rakousko-Uhersku.
- 14. září – Vyhlášena Ruská republika.
- 24. říjen – Rakousko-uherská a německá vojska prolomila italskou frontu v bitvě u Caporetta.
- 26. říjen – Brazílie vyhlásila válku Německu.
- 2. listopad – Britská vláda Balfourskou deklarací podpořila židovské nároky v Palestině.
- 7. listopad – V Rusku se uskutečnila Říjnová revoluce.
- 8. listopad – Vrchním velitelem italských sil se stal Armando Diaz.
- 13. listopad Francouzským premiérem se stal Georges Clemenceau.
- 17. listopad – Druhá bitva u Helgolandské zátoky.
- 20. listopad – Bitva u Cambrai, v níž Britové poprvé použili hromadně tanky.
- 7. prosinec – Spojené státy vyhlásily válku Rakousko-Uhersku.
- 10. prosinec – Panama vyhlásila válku Rakousko-Uhersku.
- 15. prosinec – Centrální mocnosti podepsali příměří s Ruskou sovětskou federativní socialistickou republikou.
- 16. prosinec – V tureckém městě Erzincan bylo podepsáno příměří mezi Ruskem a Osmanskou říší.
- 22. prosinec – Zahájena mírová jednání v Brestu Litevském.

## 1918
- 8. leden – Prezident Spojených států Woodrow Wilson přednesl na jednání Kongresu svůj poválečný program známý jako Čtrnáct bodů prezidenta Wilsona.
- 1. – 3. únor – Uskutečnila se vzpoura v boce Kotorské.
- 18. únor – Německo a Rakousko-Uhersko zahájily v rámci operace Faustschlag útok na celé východní frontě proti sovětskému Rusku.
- 2. březen – Němci obsadili Kyjev.
- 3. březen – Rusko bylo nuceno podepsat Brestlitevský mír.
- 4. březen – První nahlášený případ španělské chřipky šířící se mezi americkými vojáky.
- 8. březen – Byla zahájena bitva u Bachmače.
- 21. březen – Na západní frontě začala Ludendorffova ofenzíva.
- 14. duben – Ferdinand Foch jmenován nejvyšším velitelem spojeneckých vojsk.
- 15. duben – Turecká vojska vstoupila do Batumi.
- 23. duben – Guatemala vyhlásila válku Německu.
- 28. duben – V Terezíně zemřel bosenský atentátník Gavrilo Princip.
- 8. květen – Nikaragua vyhlásila válku Německu a Rakousko-Uhersku.
- 14. květen – Došlo k Čeljabinskému incidentu.
- 21. květen – Vypukla Rumburská vzpoura.
- 23. květen – Kostarika vyhlásila válku Německu.
- 27. květen – Začala třetí bitva na Aisně – německá ofenzíva a následný průlom na Marně.
- 4. červen – Jednotky čs. legií zvítězily v bitvě u Lipjag.
- 9. červen – Německý průlom na Paříž zastaven.
- 15. – 23. červen – Poslední rakouská ofenzíva zastavena v bitvě na Piavě.
- 12. červenec – Haiti vyhlásilo válku Německu.
- 15. červenec – Zahájena druhá bitva na Marně.
- 17. červenec – Bolševici v Jekatěrinburgu popravili cara Mikuláše s jeho rodinou.
- 19. červenec – Honduras vyhlásil válku Německu.
- 8. srpen – 11. listopad – Během stodenní ofenzívy se pod tlakem Dohody hroutí německé linie na západní frontě.
- 29. září – Bulharsko podepsalo příměří s Dohodou.
- 3. říjen – Bulharský car Ferdinand abdikoval.
- 16. říjen – Císař Karel I. vydává manifest slibující federalizaci Rakouska-Uherska.
- 18. říjen – Československé legie ve Francii se účastnily bitvy u Terronu.
- 24. říjen – Italská armáda zahájila ofenzívu po průlomu u Vittorio Veneta.
- 28. říjen – V Praze vyhlášeno samostatné Československo.
- 29. říjen – Vyhlášen vznik Státu Slovinců, Chorvatů a Srbů.
- 30. říjen – Uzavřeno mudroské příměří znamenající kapitulaci Osmanské říše.
- 1. listopad – Srbská vojska dobyla Bělehrad.
- 3. listopad – Podepsáno italsko-rakouské příměří. V Kielu došlo ke vzpouře námořníků vedoucí v Německu k listopadové revoluci.
- 9. listopad – Císař Vilém II. Pruský se vzdal trůnu, Německo přijalo mírové podmínky Dohody.
- 11. listopad – Německo podepsalo příměří, v 11 hodin dopoledne skončila 1. světová válka.